# Lucilia juvensis
Lucilia juvensis este o specie de muște din genul Lucilia, familia Calliphoridae. A fost descrisă pentru prima dată de Camillo Rondani în anul 1868.
Este endemică în Italia. Conform Catalogue of Life specia Lucilia juvensis nu are subspecii cunoscute.